# 1992年アルベールビルオリンピックのスウェーデン選手団
1992年アルベールビルオリンピックのスウェーデン選手団（1992ねんアルベールビルオリンピックのスウェーデンせんしゅだん）は、1992年2月8日から2月23日までフランスのサヴォワ県アルベールヴィルで開催された1992年アルベールビルオリンピックのスウェーデン選手団、およびその競技結果。

## 概要
今大会は金メダル1個、銅メダル3個の計4個のメダルを獲得した。
アルペンスキーでは、ペニッラ・ヴィーベリが女子大回転でオリンピックのアルペンスキー競技スウェーデン女子初の金メダルを獲得した。

## メダル
| メダル | 選手名                                                                              | 競技                   | 種目               |
| ------ | ----------------------------------------------------------------------------------- | ---------------------- | ------------------ |
| 金     | ペニッラ・ヴィーベリ                                                                | アルペンスキー         | 女子大回転         |
| 銅     | ウルフ・ヨハンソン アレイフ・アンデション トード・ヴィクステン ミカエル・レフグレン | バイアスロン           | 男子4×7.5kmリレー  |
| 銅     | ミカエル・レフグレン                                                                | バイアスロン           | 男子20km           |
| 銅     | クリステル・マイベック                                                              | クロスカントリースキー | 男子10kmクラシカル |